# Mirza Reza Kermani
Pour les articles homonymes, voir Kermani.
Mirza Reza Kermani (en persan : میرزارضا کرمانی), né en 1854 à Kerman et mort le 12 août 1896 à Téhéran, est un partisan de l'activiste politique musulman Jamal Al Dîn Al Afghani.
Ayant perdu son père dès son enfance, il travaille à la ferme que ce dernier lui a léguée. En butte à l'oppression du régime qadjar, il abandonne cette ferme et se rend à Yazd où il étudie le Coran.
Il est pendu le 12 août 1896 sur la place Toup Khâneh (aujourd'hui place Imam Khomeini) à Téhéran pour avoir assassiné par arme à feu durant sa prière le roi qadjar Nasseredin Shah.